# Thập niên 1240
Thập niên 1240 là thập niên diễn ra từ năm 1240 đến 1249.